# Guido Fulst
Guido Fulst (Wernigerode, 7 de junio de 1970) es un deportista alemán que compitió en ciclismo en la modalidad de pista, especialista en las pruebas de persecución por equipos y puntuación.
Participó en cuatro Juegos Olímpicos de Verano, entre los años 1992 y 2004, obteniendo en total tres medallas, oro en Barcelona 1992 en la prueba de persecución por equipos (junto con Michael Glöckner, Jens Lehmann y Stefan Steinweg), oro en Sídney 2000, en la misma prueba (con Robert Bartko, Daniel Becke y Jens Lehmann) y bronce en Atenas 2004 en la carrera por puntos.
Ganó nueve medallas en el Campeonato Mundial de Ciclismo en Pista entre los años 1989 y 2002, y dos medallas en el Campeonato Europeo de Ómnium, plata en 1996 y bronce en 1997.

## Medallero internacional
| Representando a la RDA   |                          |                   |                             |
| Campeonato Mundial       |                          |                   |                             |
| Año                      | Lugar                    | Medalla           | Competición                 |
| 1989                     | Lyon (Francia)           | Medalla de oro    | Persecución por equipos (A) |
| Representando a Alemania |                          |                   |                             |
| Juegos Olímpicos         |                          |                   |                             |
| Año                      | Lugar                    | Medalla           | Competición                 |
| 1992                     | Barcelona (España)       | Medalla de oro    | Persecución por equipos     |
| 2000                     | Sídney (Australia)       | Medalla de oro    | Persecución por equipos     |
| 2004                     | Atenas (Grecia)          | Medalla de bronce | Puntuación                  |
| Campeonato Mundial       |                          |                   |                             |
| Año                      | Lugar                    | Medalla           | Competición                 |
| 1993                     | Hamar (Noruega)          | Medalla de plata  | Persecución por equipos     |
| 1994                     | Palermo (Italia)         | Medalla de oro    | Persecución por equipos     |
| 1996                     | Mánchester (Reino Unido) | Medalla de bronce | Persecución por equipos     |
| 1998                     | Burdeos (Francia)        | Medalla de plata  | Persecución por equipos     |
| 1999                     | Berlín (Alemania)        | Medalla de oro    | Persecución por equipos     |
| 2000                     | Mánchester (Reino Unido) | Medalla de oro    | Persecución por equipos     |
| 2001                     | Amberes (Bélgica)        | Medalla de bronce | Persecución por equipos     |
| 2002                     | Ballerup (Dinamarca)     | Medalla de plata  | Persecución por equipos     |
| Campeonato Europeo       |                          |                   |                             |
| Año                      | Lugar                    | Medalla           | Competición                 |
| 1996                     | Moscú (Rusia)            | Medalla de plata  | Ómnium                      |
| 1997                     | Berlín (Alemania)        | Medalla de bronce | Ómnium                      |

1. 1 2  Campeonato Europeo realizado sólo para la disciplina de ómnium.

## Palmarés en pista
- 1989

 Campeón del Mundo de Persecución por equipos (con Steffen Blochwitz, Carsten Wolf y Thomas Liese)
- 1992

 Medalla de oro en los Juegos Olímpicos de Barcelona en Persecución por equipos (con Stefan Steinweg, Jens Lehmann, Andreas Walzer y Michael Glöckner)
 Campeón de Alemania en Persecución por equipos (con Michael Bock, Jan Norden y Stefan Steinweg)
- 1993

 Campeón de Alemania en Persecución por equipos (con Lars Teutenberg, Erik Weispfennig y Stefan Steinweg)
- 1994

 Campeón del Mundo de Persecución por equipos (conAndreas Bach, Jens Lehmann y Danilo Hondo)
 Campeón de Alemania en Persecución
 Campeón de Alemania en Persecución por equipos (con Andreas Bach, Robert Bartko y Erik Weispfennig)
- 1995

 Campeón de Alemania en Persecución por equipos (con Rüdiger Knispel, Heiko Szonn y Robert Bartko)
- 1996

 Campeón de Alemania en Persecución por equipos (con Christian Lademann, Heiko Szonn y Robert Bartko)
- 1999

 Campeón del Mundo de Persecución por equipos (con Robert Bartko, Jens Lehmann y Daniel Becke)
 Campeón de Alemania en Madison (con Thorsten Rund)
- 2000

 Medalla de oro en los Juegos Olímpicos de Sídney en Persecución por equipos (con Daniel Becke, Jens Lehmann y Robert Bartko)
 Campeón del Mundo de Persecución por equipos (con Sebastian Siedler, Jens Lehmann y Daniel Becke)
 Campeón de Alemania en Persecución por equipos (con Andreas Müller, Andre Kalfack y Robert Bartko)
- 2002

 Campeón de Alemania en Persecución
- 2003

 Campeón de Alemania en Madison (con Andreas Müller)
- 2004

 Medalla de bronce en los Juegos Olímpicos de Atenas en Puntuación
 Campeón de Alemania en Persecución
1º en los Seis días de Berlín (con Robert Bartko)
- 2005

 Campeón de Alemania en Persecución por equipos (con Karl-Christian König, Leif Lampater i Robert Bartko)
 Campeón de Alemania en Madison (con Robert Bartko)
- 2006

 Campeón de Alemania en Persecución por equipos (con Karl-Christian König, Robert Kriegs y Robert Bartko)
1º en los Seis días de Stuttgart (con Leif Lampater y Robert Bartko)
- 2007

1º en los Seis días de Berlín (con Leif Lampater)

### Resultados en laCopa del Mundo de ciclismo en pista
- 1997

1º en Fiorenzuola d'Arda, en Madison
1º en Quartu Sant'Elena, en Puntuación
- 1998

1º en Berlín, en Persecución por equipos
- 1999

1º en Valencia, en Persecución por equipos
- 2003

1º en Moscou y Sídney, en Madison
- 2005-2006

1º en Mánchester, en Madison
1º en Mánchester, en Puntuación

## Palmarés en ruta
- 1989

1 en el Tour de Loir-et-Cher y vencedor de una etapa
- 1996

1 en el Tour de Faso
1 en el Tour de Berlín y vencedor de una etapa
- 1997

Vencedor de una etapa en el Tour de Berlín
- 2001

Vencedor de una etapa en el Tour de Brandenburg